# Museo de Santa Elena
El Museo de Santa Elena (Museum of Saint Helena) es un museo en la isla Santa Elena, un territorio británico de ultramar en el sur del océano Atlántico. El museo aborda la historia, cultura y la fauna local y consta de tres secciones: la isla, el pueblo y la política. Es uno de los dos museos en la isla, el otro es el Longwood House.

## Características
El museo es dirigido por el Saint Helena National Trust. Se encuentra en un edificio de finales del siglo XVIII de piedra, enfrente al puerto y al pie de la escalera en pendiente, Jacob’s Ladder, en la parte baja de la capital de la isla, Jamestown. También se halla al frente de El Castillo y cerca de la iglesia de San Jacobo.
Es una atracción turística importante en la isla, desde su apertura ha recibido 14.000 visitantes entre locales y turistas. Además, cuenta con un programa anual de exposiciones temporales, una biblioteca, una tienda (donde se adquieren recuerdos, postales, ropa, libros, joyas, etc) y próximamente una filmoteca. También se realizan conferencias, eventos, publicaciones, etc.
El museo no cobra entrada y abre los jueves y viernes de 10:00 a. m. a 4:00 p. m. (UTC+0) y los sábados de 10:00 a. m. a 1:00 p. m. También abre durante la visita de cruceros y cuando el RMS Santa Elena está anclado en la bahía de James. Además, realiza tours por la isla.

## Historia
El Museo de Santa Helena surge por una sociedad fundada en 1979 y la primera sede abrió el 24 de mayo de 1980. Se trataba de dos habitaciones pequeñas de una casa en Jamestown. Para 1996, se trabajaba en una nueva ubicación. El edificio actual fue inaugurado oficialmente el 21 de mayo de 2002, el quinto centenario del descubrimiento de la isla, por el gobernador, David Hollamby. Se trata de un edificio que era antiguamente la central eléctrica que proporciona electricidad solamente a Jamestown hasta 1984.

## Galería

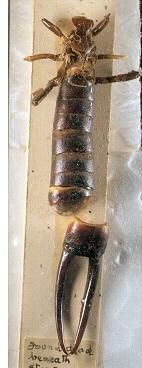
Espécimen de Labidura herculeana en el museo
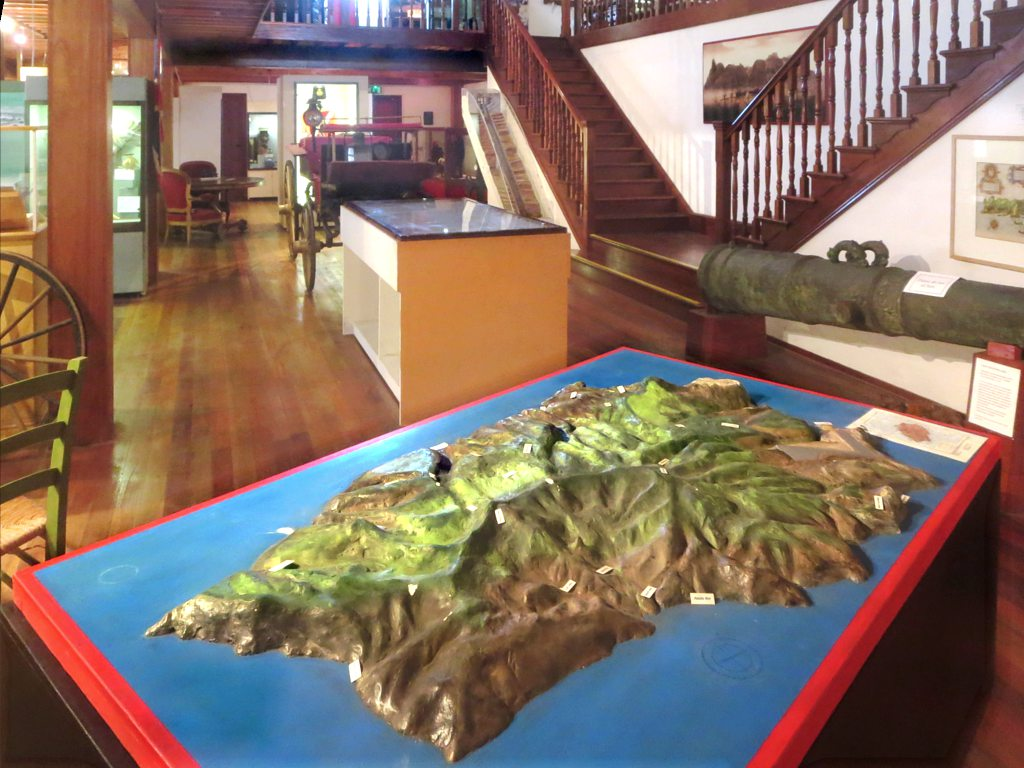